# Papiro 137

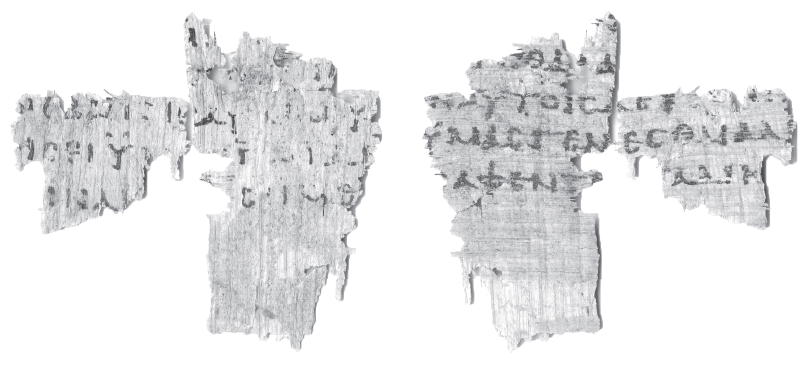
Papiro 137

El papiro 137 (en la numeración de Gregory-Aland), designado por {\displaystyle {\mathfrak {P}}}137, es un fragmento temprano del Nuevo Testamento en griego. El fragmento procede de un códice, escrito por ambas caras con el texto del primer capítulo del Evangelio según Marcos; los versículos 7-9 en el anverso y 16-18 en el reverso. El manuscrito se ha fechado paleográficamente a los últimos años del siglo II o a los primeros del siglo III, y se ha publicado en la serie de papiros Oxyrhynchus como P.Oxy. LXXXIII 5345.

## Descripción
El fragmento conserva partes de las cinco líneas inferiores (anverso y reverso) de una hoja, que podría representar la primera página de un códice de un solo cuadrante, y que puede reconstruirse en 25 líneas por página con una superficie escrita de 9,4 cm * 12 cm. En el anverso, las tiras de papiro están colocadas verticalmente, mientras que en el reverso están colocadas horizontalmente. Este es el testigo más antiguo que se conserva del texto que cubre; por otra parte, el único testigo papirológico temprano de Marcos se encuentra en seis hojas que sobreviven del Papiro 45, fechado en el siglo III, que no se superpone en ninguna parte con el texto de {\displaystyle {\mathfrak {P}}}137. Las letras del reverso se conservan con claridad, pero las del anverso están muy desgastadas. La escritura es una mano formal que los editores proponen que tenga las características de la mano "formal mixta" (que yuxtapone formas de letras más estrechas y más anchas) que se encuentra en otros documentos fechables de los últimos siglos II y III. Los editores proponen los fragmentos Papiro 103 y Papiro 77 del Evangelio de Mateo, también procedentes de Oxirrinco y conservados en la Biblioteca Sackler, como los papiros del Nuevo Testamento más parecidos a {\displaystyle {\mathfrak {P}}}137 en cuanto a escritura y fecha.
Ubicación actual
Actualmente se encuentra en la Biblioteca Sackler (P. Oxy. LXXXIII 5345) en Oxford.